# Кров (фільм, 2012)
«Кров» (англ. Blood) — британський кінофільм режисера Ніка Мерфі, що вийшов на екрани в 2012 році.

## Сюжет
Жорстоко вбита красива дівчина. Є підозрюваний. Здавалося б, все просто. Але розслідування, яке ведуть два молодих брата-поліцейських, починає розвиватися в зовсім несподіваному напрямі. Замість пошуку вбивці і розкриття злочину, скоєного в сьогоденні, ланцюг подій неухильно веде братів у бік злочинів, скоєних у минулому. Злочинів, які повинні були опинитися навіки забутими.

## У ролях
| Актор            | Роль           |
| ---------------- | -------------- |
| Пол Беттані      | Джо Ферберн    |
| Марк Стронг      | Роберт Сеймур  |
| Стівен Грем      | Крісі Ферберн  |
| Браян Кокс       | Ленні Ферберн  |
| Наомі Баттрік    | Міріам Ферберн |
| Бен Кромптон     | Джейсон Булі   |
| Наташа Літтл     | Лілі Ферберн   |
| Зої Таппер       | Джемма Верн    |
| Едріен Едмондсон | Том Тірнан     |
| Нік Мерфі        | Майстер спорту |

## Знімальна група
- Режисер — Нік Мерфі
- Сценарист — Білл Галлахер
- Продюсер — Піппа Гарріс, Нік Лоус, Нікола Шиндлер
- Композитор — Деніел Пембертон